# Sint Philipsland (dorp)

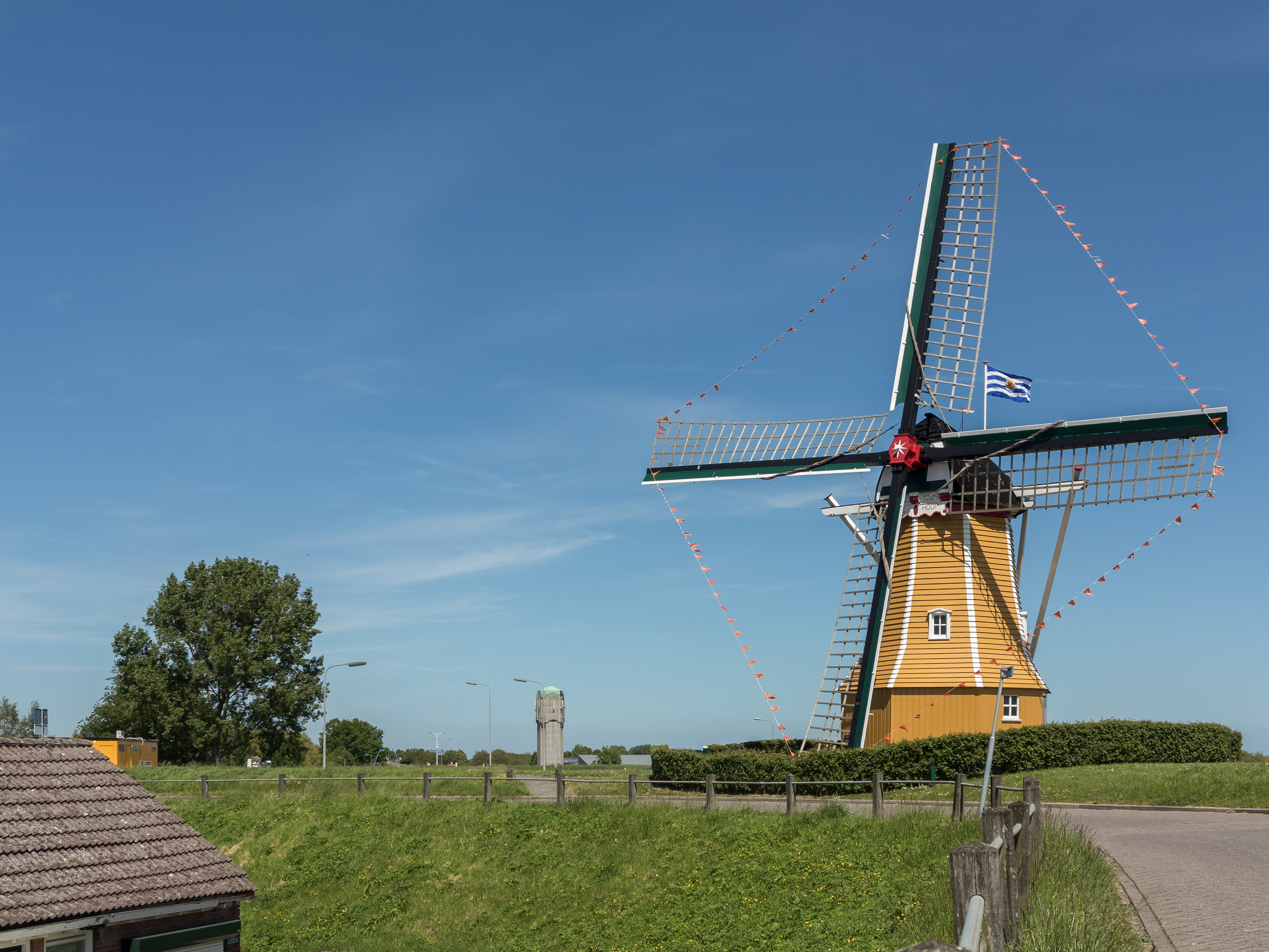
Korenmolen de Hoop

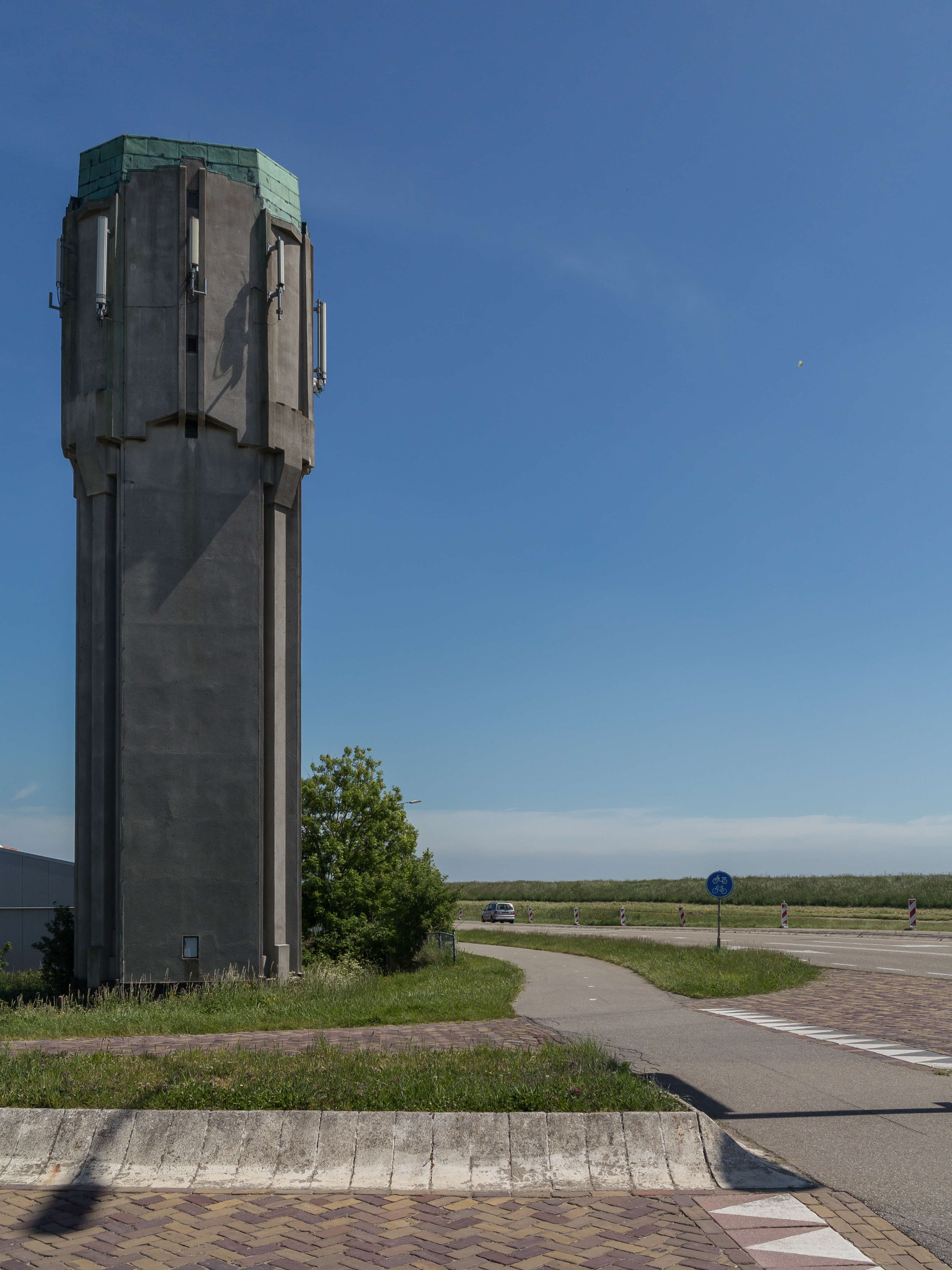
De watertoren

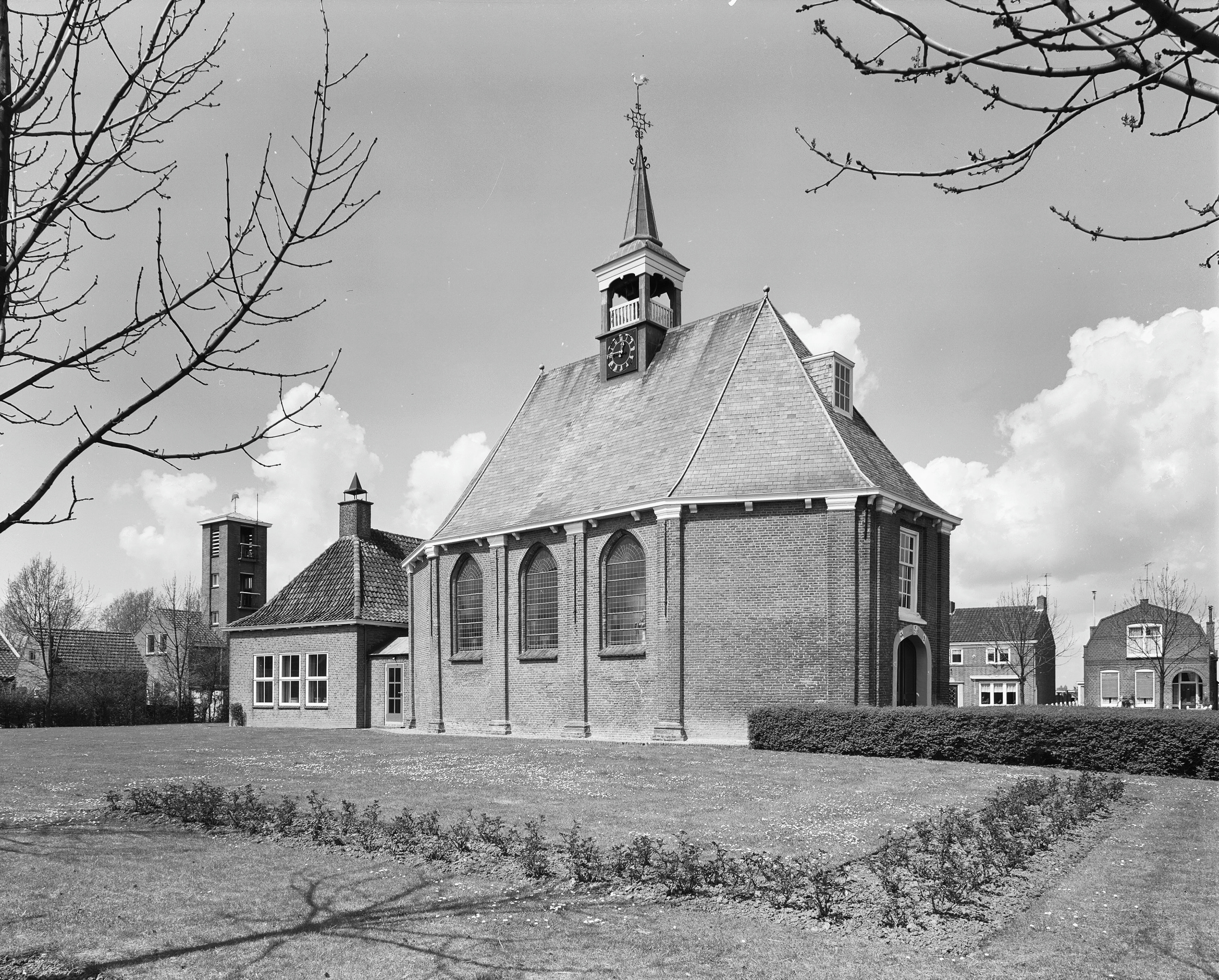
Zaalkerk uit 1668

Sint Philipsland (Zeeuws: Flupland) is een dorp in de Nederlandse provincie Zeeland, en onderdeel van de gemeente Tholen. Het dorp op het gelijknamige schiereiland Sint Philipsland heeft 2.745 inwoners (2023). Tot 1 januari 1995 was Sint Philipsland een zelfstandige gemeente waartoe ook de kernen Anna Jacobapolder en De Sluis behoorden. Het dorp heeft over het algemeen een behoudende, grotendeels protestants-christelijke signatuur, een groot deel van de bevolking is lid van de Oud Gereformeerde Gemeente in Nederland.

## Geschiedenis
Sint Philipsland ontstond in 1487 nadat Anna van Bourgondië, een buitenechtelijke dochter van hertog Philips van Bourgondië, het initiatief had genomen tot bedijking van enkele schorren. Zij liet een kerk bouwen die gewijd was aan Philippus om kennelijk de beschermheilige van haar vader te eren en zijn naam te bewaren. Dit oude Sint Philipsland ging verloren nadat de polder werd opgegeven als gevolg van de Allerheiligenvloed in 1532.
Na de herdijking in 1645 ontstond een nieuwe nederzetting in de zuidoosthoek van de polder. Het dorp is een ringvoorstraatdorp, met de voorstraat van de dijk naar de achtkanten zaalkerk uit 1668 aan de vierkante ring. Op de dijk staat de korenmolen De Hoop uit 1724, een achtkanten houten molen van het Zeeuwse type.
In de loop der jaren hebben in Sint-Philipsland enkele bekende predikanten gestaan, onder wie Pontiaan van Hattem, Pieter van Dijke, Laurens Boone en Lodewijk Gebraad. Sint Philipsland speelde een belangrijke rol bij het ontstaan van de Oud-Gereformeerde Gemeenten in 1907.
In 1925 werd aan de rand van het dorp een 27 meter hoge watertoren gebouwd. Sint-Philipsland was een zelfstandige gemeente, die in 1997 is opgeheven en samengevoegd met de reeds bestaande gemeente Tholen. Sint-Philipsland was met 2.400 inwoners een kleine gemeente met slechts 7 raadsleden. In de jaren 70 en 80 had de SGP enkele raadsperioden zelfs de meerderheid in deze gemeente, een voor Nederlandse begrippen unieke situatie. In die jaren had de gemeente ook de (toen) enige vrouwelijke gemeentesecretaris van Nederland, mevrouw Janny de Kok.
In 2007 was Sint-Philipsland opnieuw de plaats van oprichting van een kerkverband, namelijk van de Oud Gereformeerde Gemeenten buiten verband.

## Vlag
De in 1981 door de gemeenteraad vastgestelde vlag is gebaseerd op het wapen en bestaat uit zeven diagonale gele en groene banen.

## Bezienswaardigheden
- De Hervormde kerk (Kerkring 2) is een aan beide korte zijden driezijdig gesloten zaalkerk met dakruiter, gebouwd in 1668 in sobere classicistische stijl en voorzien van dorische pilasters. De dakruiter werd in 1844 hersteld. Tot de kerkinventaris uit de bouwtijd behoren de preekstoel, een koperen lezenaar en een lichtkroon. Het verenigingsgebouw aan de westzijde is na 1953 gebouwd. Uit 1873 dateert de voormalige pastorie (Kerkring 3), een middenganghuis met neoclassicistische details. De pastorie is tegenwoordig in particuliere handen.
- De kerk van de Oud Gereformeerde Gemeente (Achterstraat 31) is een zaalkerk uit 1871 met dakruiter. De klamplaag van witte steen bij de voorgevel en de rechter zijgevel zijn een toevoeging uit circa 1980.
- Uit 1939 dateert de sobere zaalkerk van de Gereformeerde Gemeente (Voorstraat 19), uitgevoerd in zakelijk-expressionistische stijl.
- Het voormalige raadhuis (Kerkring 1) werd in 1962 gebouwd naar een traditionalistisch ontwerp van A.J. Argelo. Iets rijker uitgevoerd zijn het raadzaalgedeelte en de kantoorvleugel. Momenteel is het gebouw in gebruik als kerk voor de Oud Gereformeerde Gemeenten Buiten Verband.

## Economie

### Winkelen
Op vrijdagmorgen wordt de weekmarkt gehouden aan de Voorstraat. De markt begint om 7:30, om 11:45 ruimen de marktlieden op en reizen naar de middagmarkt in Sint-Maartensdijk.

## Verenigingen
Verenigingen in Sint Philipsland zijn onder meer:
- Voetbalvereniging VV NOAD '67
- Watersportvereniging De Slikleggers
- Tennisvereniging De Ruucstoppelen
- Muziekvereniging Concordia sinds 1902
- Jeugdbrandweer Sint Philipsland sinds 1967

## Geboren
- Bram Rijstenbil (1924-2016), burgemeester
- Peter van 't Hoog (1959), politicus